# Marcus Giamatti
Marcus Bartlett Giamatti (New Haven, 3 ottobre 1961) è un attore statunitense.
È noto per essere un membro regolare del cast della serie drammatica della CBS Giudice  Amy.

## Biografia
Nato nel Connecticut, è fratello maggiore dell'attore Paul Giamatti. Oltre all'attività cinematografica, Giamatti ha all'attivo anche la partecipazione in produzioni teatrali rappresentate a Broadway, Off-Broadway e al Lincoln Center, oltre che in diversi Stati degli USA. Svolge anche l'attività di docente di recitazione presso l'università della California e in una scuola da lui fondata, ed è anche un bassista professionista. Assieme alla recitazione, insegna anche direzione e produzione. 
È sposato con Bree e la coppia ha tre figlie.

## Filmografia parziale

### Televisione
- Sentieri (Guiding Light) – soap opera, 1 episodio (1986)
- Hunter – serie TV, episodio 7x12 (1991)
- I pirati di Silicon Valley (Pirates of Silicon Valley) , regia di Martyn Burke – film TV (1999)
- Giudice Amy (Judging Amy) – serie TV, 138 episodi  (1999-2005)
- X-Files (The X-Files) – serie TV, episodio 9x15 (2002)
- Criminal Minds – serie TV, episodio 1x06 (2005)
- Cold Case - Delitti irrisolti (Cold Case) – serie TV, episodio 4x23 (2007)
- CSI - Scena del crimine (CSI - Crime Scene Investigation) – serie TV, episodio 10x08 (2009)
- Detective Monk (Monk) – serie TV, episodio 7x12 (2009)
- Dr. House - Medical Division (House, M.D.) – serie TV, episodio 6x07 (2009)
- Medium – serie TV, episodio 6x04 (2009)
- The Mentalist – serie TV, episodio 1x19 (2009)
- Fringe – serie TV, episodio 3x04 (2010)
- Lie to Me – serie TV, episodio 2x21 (2010)
- NCIS - Unità anticrimine (NCIS) – serie TV, episodio 7x11 (2010)
- CSI: Miami – serie TV, episodio 9x15 (2011)
- The Closer – serie TV, episodio 7x04 (2011)
- NCIS: Los Angeles – serie TV, episodi 4x06-4x17 (2012-2013)
- Laguna blu - Il risveglio (Blue Lagoon: The Awakening), regia di Mikael Salomon – film TV (2012)
- Bones – serie TV, episodio 9x14 (2014)
- Perception – serie TV, episodio 2x11 (2014)
- CSI: Cyber – serie TV, 3 episodi (2015-2016)
- Chicago P.D. – serie TV, episodio 4x05 (2016)
- S.W.A.T. – serie TV, episodio 1x04 (2017)
- Bosch: L'eredità (Bosch: Legacy) – serie TV, 4 episodi (2022)
- Blue Bloods – serie TV, episodio 12x17 (2022)

## Doppiatori italiani
Nelle versioni in italiano delle opere in cui ha recitato, Marcus Giamatti è stato doppiato da:
- Gaetano Varcasia in X-Files, CSI: Miami
- Massimo Bitossi in Detective Monk, The Mentalist
- Simone Mori in Giudice Amy
- Franco Mannella in Cold Case - Delitti irrisolti
- Alessandro Budroni in Dr. House - Medical Division
- Davide Marzi in Fringe
- Christian Iansante in NCIS - Unità anticrimine
- Alessio Cigliano in The Closer
- Stefano Benassi in NCIS: Los Angeles
- Enzo Avolio in Perception
- Massimo De Ambrosis in S.W.A.T.